# Коменда (Гавиан)
Коме́нда (порт. Comenda) — район (фрегезия) в Португалии, входит в округ Порталегри. Является составной частью муниципалитета Гавьян. По старому административному делению входил в провинцию Алту-Алентежу. Входит в экономико-статистический субрегион Алту-Алентежу, который входит в Алентежу. Население составляет 982 человека на 2001 год. Занимает площадь 89,85 км².